# 伊波普猷
伊波 普猷（いは ふゆう、1876年（明治9年）3月15日 - 1947年（昭和22年）8月13日）は、日本の民俗学者・言語学者。沖縄学の父と言われている。沖縄県那覇市出身。

## 経歴

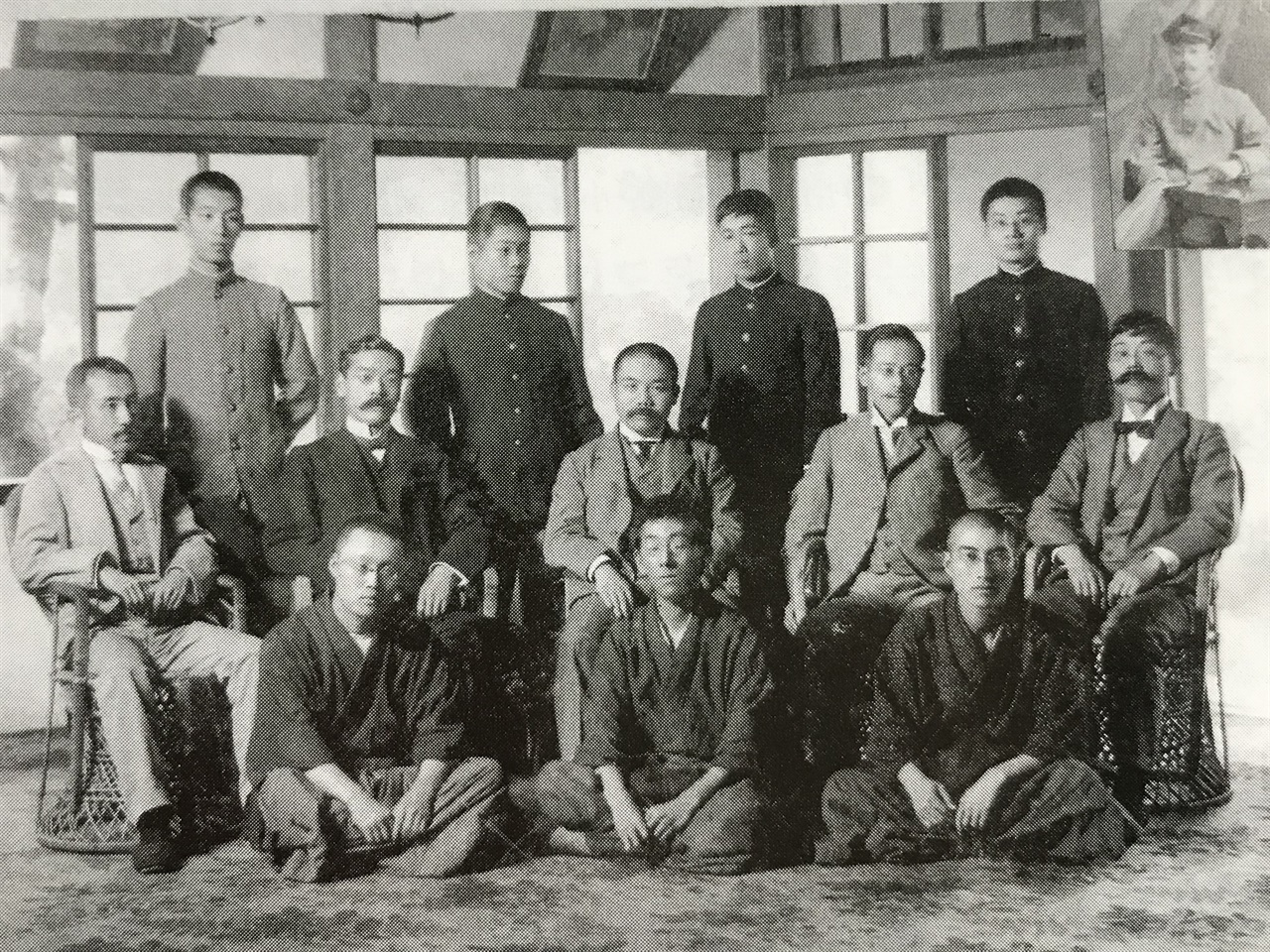
東京帝国大学言語学科（1905年）。
前列右から小倉進平、伊波普猷、神田城太郎。中列右から保科孝一、八杉貞利、上田万年、藤岡勝二、新村出。後列右から橋本進吉、徳沢（徳沢健三？）、後藤朝太郎、金田一京助。
伊波普猷生誕百年記念会編『伊波普猷 : 1876-1947 生誕百年記念アルバム』1976年、19頁。

琉球藩那覇西村（現在の那覇市西）に父普済・母マツルの長男として生まれる。1903年（明治36年）、第三高等学校を卒業した後、東京帝国大学で言語学を専攻する。帝大では、橋本進吉、小倉進平、金田一京助らの学友とともに、新村出の講義を聴講した。また、東京帝国大学では上田萬年の講義を聴講していた鳥居龍蔵（同大学助手）と出会い親交を深めた。1904年（明治37年）、沖縄に帰省する伊波は鳥居を沖縄での人類学調査に誘い、鳥居は伊波の実家に数日滞在して調査を行った。1906年に東京帝国大学文科大学文学科を卒業。
帰郷し、沖縄県立図書館の館長を務める傍ら、沖縄研究資料の収集に尽力した。歴史学者の比嘉春潮とともに、エスペラント学習活動を、教会では聖書の講義などを行った。弟伊波月城は、沖縄毎日新聞の新聞記者として文明開化のために活動した。
学問の領域は、沖縄研究を中心に言語学、民俗学、文化人類学、歴史学、宗教学など多岐に渡る。その学問体系よって、後に「沖縄学」が発展したゆえ、「沖縄学の父」とも称された。
『おもろさうし』研究への貢献は多大で、琉球と日本とをつなぐ研究を行うと共に、琉球人のアイデンティティの形成を模索した。「日琉同祖論」はその探究の一つである。しかし、例えば鳥越憲三郎は『琉球宗教史の研究』において、伊波の「琉球研究の開拓者としての功績は大いに讃えられて然るべきである」と評する一方、その研究について「文献に偏重し、加うるに結論を出すに急であったために、幾多の論理的飛躍と誤謬とを犯したことも事実である」と指摘している。
また、伊波の思想の欠点は、近代日本がうみだした沖縄差別への批判が弱かったことで、そのため、沖縄人としての生き方に誇りをみいだすことにおいて、一定の成果をあげたが、結果として天皇制国家に沖縄をくみこむための政策に利用されることになった、という評もある。
民俗学者の柳田國男や折口信夫、思想家・経済学者の河上肇らと親交があった。友人の東恩納寛惇は伊波について、浦添城跡の顕彰碑に「彼ほど沖縄を識った人はいない　彼ほど沖縄を愛した人はいない　彼ほど沖縄を憂えた人はいない　彼は識ったが為に愛し愛したために憂えた　彼は学者であり愛郷者であり予言者でもあった」と刻んだ。
没後の1973年、沖縄タイムス社の創刊25周年記念として、伊波の業績を顕積し、その後の研究者の優れた著作に対して贈られる「伊波普猷賞」が創設された。

## 年譜
- 1876年 琉球藩那覇西村（現在の那覇市西）にて、父普済・母マツルの長男として出生。
  - 1879年　廃藩置県により沖縄県が設置される。
- 1891年 沖縄県尋常中学校（現沖縄県立首里高等学校）に入学。
- 1895年 尋常中学校ストライキ事件の指導者の一人として退学処分となる。首謀者は漢那憲和。
- 1896年 上京し、明治義会中学に編入学。翌年卒業。
- 1900年 第三高等学校（現在の京都大学の前身）に入学。
- 1903年 第三高等学校を卒業し、東京帝国大学文学科言語学専修に入学。
- 1906年 東京帝国大学を卒業し帰郷、文献・民俗資料の収集に尽力。
- 1910年 沖縄県立図書館長（嘱託）に任命される。
- 1916年 沖縄組合教会設立
- 1917年 2月2日よりエスペラント講習会を指導[9]。
- 1918年 教会で聖書の講義を担当。
- 1921年 沖縄県立図書館長に正式に任命される。
- 1924年 図書館長を辞任し再び上京。
- 1935年 國學院大學でおもろの講義を担当。
- 1945年 初代沖縄人連盟の会長に就任。
- 1947年8月13日 沖縄の将来を憂いつつ、仮寓の比嘉春潮宅にて死去。享年71。

## 著書

### 単著
- 『琉球人種論』 小沢博愛堂、1911年
- 『琉球史の趨勢』 小沢朝蔵、1911年
- 『古琉球』 沖縄公論社、1911年
  - 『古琉球』（初版）沖縄公論社、1911年。
  - 『古琉球』（再版）糖業研究会出版部、1916年。
  - 『古琉球』（三版）郷土研究社〈炉辺叢書〉、1922年。
  - 『古琉球  改版』（改版）青磁社、1942年。改訂第三版1944年
  - 『古琉球の政治（附録 琉球人の解放）』名著出版、1977年。上記の郷土研究社版を復刻
- 『琉球聖典 おもろさうし選釈』 石塚書店、1924年
- 『校訂 おもろさうし』 南島談話会、1925年
- 『浄土真宗沖縄開教前史』 明治聖徳記念学会、1926年
- 『孤島苦の琉球史』 春陽堂、1926年
- 『琉球古今記』 刀江書院、1926年
- 『沖縄よ何処へ』 世界社、1928年
- 『琉球戯曲集』 春陽堂、1929年
- 『南島方言史攷』 楽浪書院、1934年
- 『をなり神の島』 楽浪書院、1938年、再版1942年
- 『琉球戯曲辞典』 郷土研究社、1938年
- 『日本文化の南漸』 楽浪書院、1939年
- 『沖縄考』 創元社、1942年
- 『沖縄歴史物語』 沖縄青年同盟中央事務局、1947年

### 復刻・新版
※は電子書籍で刊
- 『伊波普猷選集』 沖縄タイムス社（上中下）、1962年、度々再版
  - 『上巻　古琉球、琉球の五偉人、をなり神の島 ほか』
  - 『中巻　孤島苦の琉球史、沖縄考、沖縄歴史物語 ほか』
  - 『下巻　おもろ覚書 琉球古代社会の片影（遺稿） ほか』
- 『沖縄よ何処へ』複刻頒布会、1976年。世界社 昭和3年刊の復刻
- 『をなり神の島』 平凡社東洋文庫（全2巻、解説外間守善）、1973年。ワイド版2007年。
- 『校註 琉球戯曲集　沖縄学古典叢書1』 榕樹社、1992年。春陽堂 昭和4年刊の復刻
- 『琉球戯曲辞典　沖縄学古典叢書2』 榕樹社、1992年。郷土研究社 昭和13年刊の復刻
- 『琉球人種論　沖縄学資料シリーズ1』 榕樹書林、1997年。明治44年刊の影印復刻（解説 屋嘉比収）
- 『沖縄歴史物語　日本の縮図』 平凡社ライブラリー、1998年 ※
- 『沖縄女性史』 平凡社ライブラリー、2000年
- 『古琉球』 岩波文庫、2000年（校訂解説 外間守善）
- 『浄土真宗沖縄開教前史　沖縄学研究資料7』 榕樹書林、2010年。明治聖徳記念学会 大正15年刊の復刻（解説 知名定寛）
- 『「おもろさうし」選釈―オモロに現われたる古琉球の文化』 慧文社、2015年。大正13年刊を改訂（新字・新かな表記）
- 『孤島苦の琉球史』 河出書房新社、2022年（新字・新かな表記、解説 高良倉吉）

### 共著
- 『人生と宗教』（比嘉賀秀と共著） おきなは社、1915年
- 『琉球の五偉人』（真境名安興と共著） 小沢書店、1916年
- 『沖縄女性史』（真境名安興と共著） 小沢書店、1919年
- 『南島史考』伊波普猷ほか、私立大島郡教育会、1931年
- 『沖縄史の五人』（真境名安興と共著） 琉球新報社、1974年。改訂版

### 共編著
- 『琉球史料叢書』全5巻（東恩納寛惇、横山重と共編） 名取書店、1942年
  - 『琉球史料叢書』全5巻（東恩納寛惇、横山重と共編） 井上書房（再版）、1962年
- 『沖縄文化叢説』（柳田國男編、折口信夫・柳宗悦・ニコライ・ネフスキーほか）中央公論社、1947年、新装復刊1969年、1975年
  - 『沖縄文化論集』 角川ソフィア文庫、2022年（新編・解説石井正己）※

### 全集
- 『伊波普猷全集 第1巻』 平凡社、1974年 - 一括復刊：1993年6月（第3版）、※（電子書籍版、2016年8月）

編集委員：服部四郎、仲宗根政善、外間守善
収録 「古琉球」、「古琉球の政治」、「歴史論考」、解題（外間守善、比嘉実）
- 『伊波普猷全集 第2巻』 平凡社、1974年

収録 「南島史考（琉球を中心としたる）」、「孤島苦の琉球史」、「沖縄歴史物語 - 日本の縮図」
「歴史論考」、 解題（外間守善、比嘉実）
- 『伊波普猷全集 第3巻』 平凡社、1974年

収録 「校注琉球戯曲集」、「附録:冠船渡来と踊（知花朝章（談））」他」、解題（外間守善、比嘉実）
- 『伊波普猷全集 第4巻』 平凡社、1974年

収録 「南島方言史攷」、「沖縄考」、解題（外間守善、比嘉実）
- 『伊波普猷全集 第5巻』 平凡社、1974年

収録 「をなり神の島」、「日本文化の南漸」、解題（外間守善、比嘉実）
- 『伊波普猷全集 第6巻』 平凡社、1975年

収録 「琉球聖典 おもろさうし選釈　- オモロに現はれたる古琉球の文化」、「校訂おもろさうし」
「おもろ覚書 - 琉球 古代社会の片影」、「おもろ論考」、解題（外間守善、比嘉実）
- 『伊波普猷全集 第7巻』 平凡社、1975年

収録 「琉球人種論」、「琉球史の趨勢」、「琉球の五偉人」、「沖縄女性史」、「琉球古今記」
「沖縄よ何処へ」[割愛〕、「琉球風俗史考」、『琉球国由来記』解説、『琉球国旧記』解説
「歴史論考」、 解題（外間守善、比嘉実）
- 『伊波普猷全集 第8巻』 平凡社、1975年

収録 「琉球戯曲辞典」、「琉球語便覧」、「言語論考」、解題（外間守善、中本正智）
- 『伊波普猷全集 第9巻』 平凡社、1975年

収録 「文学論考」、「民族論考」、解題（外間守善、比嘉実）
- 『伊波普猷全集 第10巻』 平凡社、1976年

収録 「雑纂」、「辞典」、「作品」、「序跋」、「談話・講演・座談会」、「書簡」
解題（外間守善、比嘉実）
- 『伊波普猷全集 第11巻』 平凡社、1976年

収録 「琉球語大辞典（草稿）」、「大辞典（伊波執筆琉球方言関係項目）」、「補遺」、解題（外間守善）
解題補遺（外間守善）、伊波普猷の学問と思想（外間守善）、年譜（外間守善、比屋根照夫）
著作目録、総索引、解題（外間守善、比嘉実）

### 論文
- 国立情報学研究所収録論文 国立情報学研究所
- 伊波普猷「沖繩人の祖先に就て」 IFA FUYU, Okinawajin no Sosen ni tsuite 教養研究 15(1), 212-177, 2008-07 九州国際大学

### 関連文献
記念刊行
- 『生誕百年記念アルバム　伊波普猷』伊波普猷生誕百年記念会編、1976年
- 『伊波普猷 - 伊波普猷略年譜・主要著作一覧』 同・記念会、1976年

『沖縄学の黎明』 伊波普猷生誕百年記念会編、沖縄文化協会、1976年 - 以下は収録論文など
- 「沖縄学の創始者伊波普猷氏」（比嘉春潮）
- 「琉球方言と本土方言」（服部四郎）
- 「おもろの尊敬動詞「おわる」について」（仲宗根政善）
- 「思い出すままに」（金城芳子）
- 「伊波普猷の学問と思想」（大田昌秀）
- 「伊波普猷の生涯」（比屋根照夫）
- 「伊波普猷における言語論について」（屋比久浩）
- 「言語学者としての伊波普猷」（中本正智）
- 「伊波普猷と沖縄歴史研究」（新里恵二）
- 「沖縄民俗学の課題と伊波普猷」（比嘉政夫）
- 「伊波普猷の沖縄文学研究」（外間守善）
- 「附録:伊波普猷おもろ解釈索引」（竹内重雄）

評伝・研究ほか
- 『伊波普猷　沖縄史像とその思想』 金城正篤、高良倉吉、清水書院（人と歴史シリーズ）1972年、新版1979年
  - 新訂版『「沖縄学」の父・伊波普猷』清水書院（清水新書）、1984年、改版（新・人と歴史）2017年
- 『伊波普猷 人と思想』 外間守善編、平凡社、1976年、再版1989年
- 『日本民俗文化大系12　伊波普猷』 外間守善編著、講談社、1978年。他は藤本英夫「金田一京助」
- 『伊波普猷論』 外間守善、沖縄タイムス社「タイムス選書」、1979年
  - 『増補新版 伊波普猷論』 外間守善、平凡社、1993年
- 『近代日本と伊波普猷』 比屋根照夫、三一書房、1981年
- 『沖縄の淵　伊波普猷とその時代』 鹿野政直、岩波書店、1993年
  - 新版『沖縄の淵　伊波普猷とその時代』 鹿野政直、岩波現代文庫、2018年
- 『G.H.ミードと伊波普猷』 河村望、新樹社、1996年
- 『伊波普猷』 那覇市文化局歴史資料室、1997年
- 『素顔の伊波普猷』 比嘉美津子、ニライ社、1997年
- 『暴力の予感 - 伊波普猷における危機の問題』 冨山一郎、岩波書店、2002年
- 『伊波普猷 - 国家を超えた思想』 西銘圭蔵、かもがわ書店（ウインかもがわ）、2005年
- 『伊波普猷批判序説』伊佐眞一、影書房、2007年
- 『愛郷者伊波普猷　戦略としての日琉同祖論』石田正治、沖縄タイムス社、2010年
- 『沖縄と日本の間で - 伊波普猷・帝大卒論』伊佐眞一、琉球新報社（上中下）、2016年。琉球新報で長期連載
- 『伊波普猷の政治と哲学 - 日琉同祖論再読』崎濱紗奈、法政大学出版局、2022年